# Ernst Barkmann
Ernst Barkmann, nemški podčastnik in tankovski as, * 25. avgust 1919, Kisdorf pri Holsteinu, † 27. junij 2009.

## Življenjepis
Leta 1935 je končal osnovno šolo in začel pomagati na domači kmetiji.
1. aprila 1936 je prostovoljno vstopil v SS-Standarte Germania. Opravil je tromesečno urjenje in postal aktivni pripadnik.
Sodeloval je v poljski kampanji, kjer je bil kot mitraljezec ranjen. Po dolgotrajnem okrevanju je nato sodeloval v operaciji Barbarossa, kjer je bil ponovno resno ranjen v bitki za Dnjeprepetrovsk
Pozno 1941 je bil poslan na Nizozemsko, kjer je deloval kot inštruktor za evropske SS-prostovoljce. Toda že kmalu v letu 1942 se je ponovno javil za aktivno bojno služenje v sestavi tankovskega polka matične divizije. Tako se je pozimi 1942 vrnil na vzhodno fronto, kjer je bil dodeljen 2. četi 2. SS-tankovskega polka 2. SS-tankovske divizije.
Leta 1943 je sodeloval v bitki za Harkov, kjer se je odlikoval v bojih. V sredini istega leta je bil premeščen v 4. četo istega polka, ki je bil opremljen z tanki Panter.
1944 je bila divizija premeščena v Francijo, kjer je bila reorganizirana v popolno tankovsko divizijo.
Po 6. juniju 1944 (izkrcanje zahodnih zaveznikov v Normandiji) je bila divizija udeležena v bitki za St. Lo. Takrat je 8. julija 1944 uničil svoj prvi zavezniški tank Sherman. 12. julija je uničil še dva in poškodoval tretjega, toda tudi njegov Panter je bil zadet, tako da ga je moral zapustiti.
Popravila so trajala en dan, tako da je bil 14. julija poslan, da reši 4 tanke, ki so ostali v zavezniškem zaledju. Nalogo je uspešno opravil in hkrati uničil še 3 sovražnikove tanke. Istega dne popoldne se je še enkrat odpravil v sovražnikovo zaledje, kjer je rešil nemške vojne ujetnike. 26. julija je Barkmannov tank doživel večjo poškodbo motorja, tako da je bil ponovno poslan v delavnice; medtem ko so mehaniki popravljali poškodbo, so jih napadli zavezniški lovski bombniki, ki so še huje poškodovali njegov tank.
Kljub vsemu so tank popravili in že naslednji dan se je opravil, da se pridruži matični enoti. Na poti je srečal kolono okoli 15 shermanov in še nekaj drugih vozil, kjer je na kraju, poimenovan po njem »Barkmannov kot«, sam uničil 9 shermanov in množico drugih vozil.
Med 28. julijem in 30. julijem je nato uničil še nadaljnjih 15 shermanov. Zaradi njegovih uspehov je bil predlagan za viteški križec železnega križca. Predlog je bil sprejet 27. avgusta in podeljen 5. septembra istega leta.
Uspešno kariero je nadaljeval do ardenske ofenzive, ko je bil ponovno ranjen in njegov tank popolnoma uničen.
Divizija je bila nato premeščena na vzhodno fronto, kjer je marca 1945 uničil še 4 sovjetske tanke T-34 in tako dosegel število 3000 uničenih tankov za divizijo Das Reich.
Preostali tanki skoraj popolnoma uničenega 2. SS-tankovskega polka so se pridružili ostankom 1. SS-tankovskega polka. Aprila je nato sodeloval v bitki za Dunaj, kjer je bil njegov tank uničen in posadka ranjena v prijateljskem ognju.
Nato mu je uspelo pobegniti v britansko cono delovanja, kjer je postal vojni ujetnik.

## Napredovanja
- 1943 - SS-Unterscharführer
- 1944 - SS-Oberscharführer

## Odlikovanja
- železni križ II. stopnje (1941)
- železni križ I. stopnje (1943)
- viteški križ železnega križa (5. september 1943)
- tankovska jurišna značka, 25 napadov
- tankovska jurišna značka, 50 napadov